# Sífilis congènita

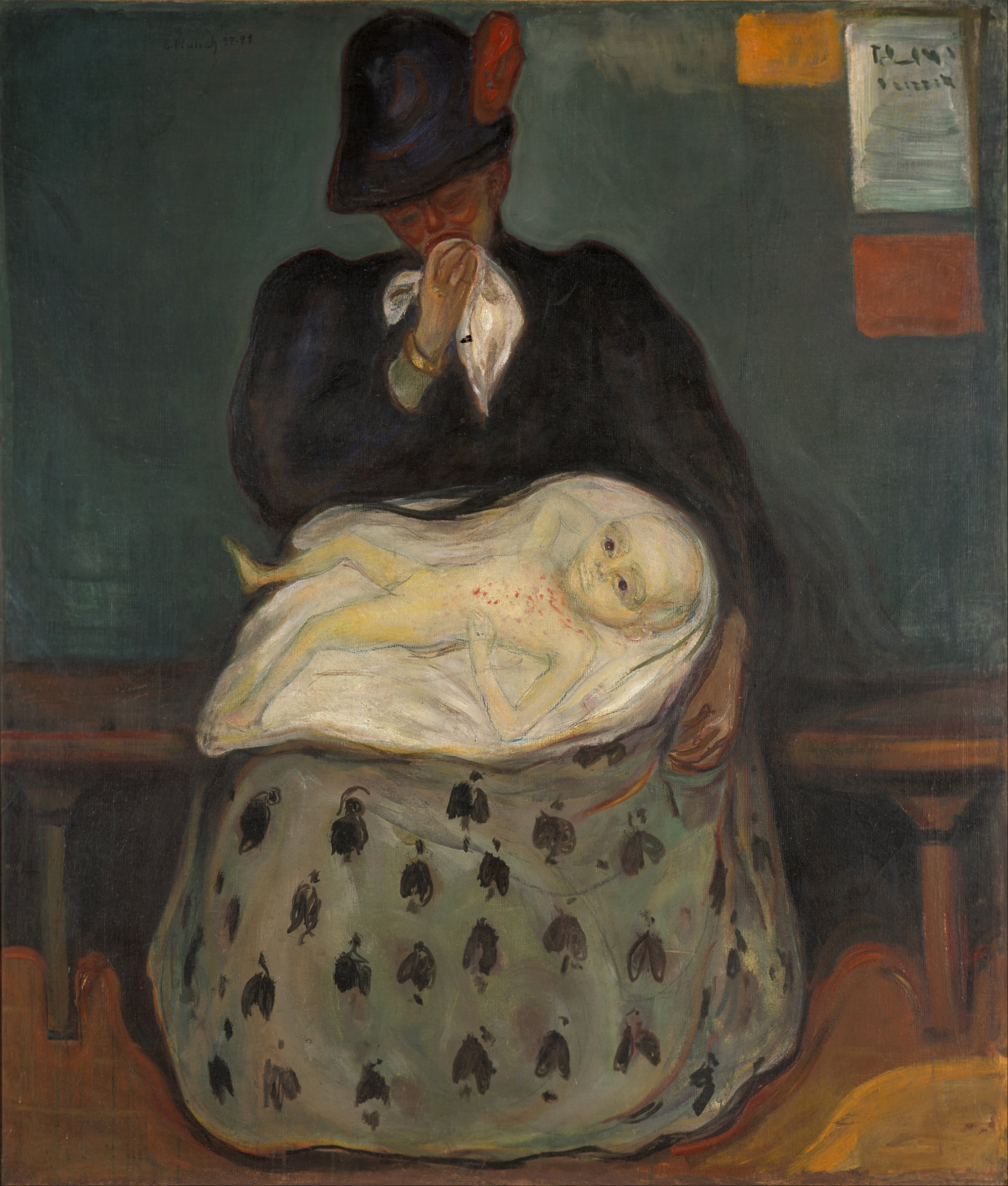
Heritance (1897–99), d'Edvard Munch, representa un nadó amb sífilis congènita i la seva mare.

La sífilis congènita és la sífilis que es produeix quan una mare amb sífilis no tractada transmet la infecció al seu nadó durant l'embaràs o durant el part. Pot ser present en el fetus, el nadó o més tard. Les característiques clíniques varien i difereixen entre l'inici precoç, és a dir, la presentació abans dels 2 anys i d'inici tardà, presentació després dels 2 anys. La infecció al nadó en néixer pot presentar-se com un creixement pobre, hidropesia no immunitària que condueix a part prematur o pèrdua del nadó, o no signes. Els nounats afectats en la seva majoria inicialment no tenen signes clínics. Poden ser petits i irritables. Els trets característics inclouen una erupció cutània, febre, fetge i melsa grans, una nas que moqueja i congestionat i inflamació al voltant de l'os o cartílag. Pot haver-hi icterícia, glàndules grans, pneumònia (pneumònia alba), meningitis, berrugues als genitals, sordesa o ceguesa. Els nadons no tractats que sobreviuen a la fase primerenca poden desenvolupar deformitats esquelètiques, inclosa la deformitat del nas, cames, front, clavícula, mandíbula i os de la galta. Pot haver-hi un paladar perforat o arquejat alt, i malaltia articular recurrent. Altres signes tardans inclouen clivelles a les comissures dels llavis, discapacitat intel·lectual, hidrocefàlia i parèsia general juvenil. Les convulsions i les paràlisis dels nervis cranials poden ocórrer primer tant en fases primerenques com tardanes. La paràlisi del vuitè nervi, la queratitis intersticial i les dents petites dentades poden aparèixer individualment o juntes; coneguda com a tríada de Hutchinson.
És causada pel bacteri Treponema pallidum subespècie pallidum quan infecta el nadó després de creuar la placenta o pel contacte amb una llaga sifilítica en néixer. No es transmet durant la lactància materna tret que hi hagi una llaga oberta a la mama de la mare. El nadó per néixer es pot infectar en qualsevol moment durant l'embaràs. La majoria dels casos es produeixen a causa d'una detecció i tractament prenatals inadequats durant l'embaràs. El nadó és altament infecciós si hi ha l'erupció i els xancres. Es pot sospitar de la malaltia a partir de les proves a la mare; anàlisis de sang i ecografies. Les proves al nadó poden incloure anàlisis de sang, del LCR i d'imatges mèdiques. Els resultats poden revelar anèmia i plaquetes baixes. Altres troballes poden incloure sucre baix, proteïnúria i hipopituïtarisme. La placenta pot semblar gran i pàl·lida. Altres investigacions inclouen la prova del VIH.
La prevenció es fa amb la pràctica d'un sexe segur per evitar la sífilis en la mare, i la detecció i el tractament precoç de la sífilis durant l'embaràs. Una injecció intramuscular de penicil·lina G benzatina administrada a la dona embarassada amb la malaltia pot prevenir la sífilis congènita al seu nadó. El tractament de la sospita de sífilis congènita és la injecció de penicil·lina; a la vena per la benzilpenicil·lina , o al múscul per la benzilpenicil·lina procaïna. SI no es pot administrar penicil·lina, la ceftriaxona pot ser una alternativa. Quan hi hagi al·lèrgia a la penicil·lina, la dessensibilització antimicrobiana és una opció.
La sífilis afecta al voltant d'un milió d'embarassos a l'any. El 2016, hi va haver al voltant de 473 casos de sífilis congènita per cada 100.000 nascuts vius i 204.000 morts per la malaltia a tot el món. Dels 660.000 casos de sífilis congènita reportats el 2016, la sífilis congènita va provocar la mort de 143.000 de nadons no nascuts, 61.000 morts de nounats, 41.000 amb baix pes o parts prematurs i 109.000 nens petits. Al voltant del 75% eren de les regions africanes i de la Mediterrània oriental de l'OMS. Les proves serològiques per a la sífilis es van introduir l'any 1906, i això posteriorment va demostrar que la transmissió era transmesa per la mare.